# Tarnos
Tarnos [taʁnɔs]  est une commune française située dans le sud du département des Landes en région Nouvelle-Aquitaine, dans le canton de Seignanx, aux portes du Pays basque.
Ses habitants sont appelés Tarnosiennes et Tarnosiens. C’est la cinquième commune du département par la population, après Mont-de-Marsan, Dax, Biscarrosse et Saint-Paul-lès-Dax.

## Géographie

Représentations cartographiques de la commune
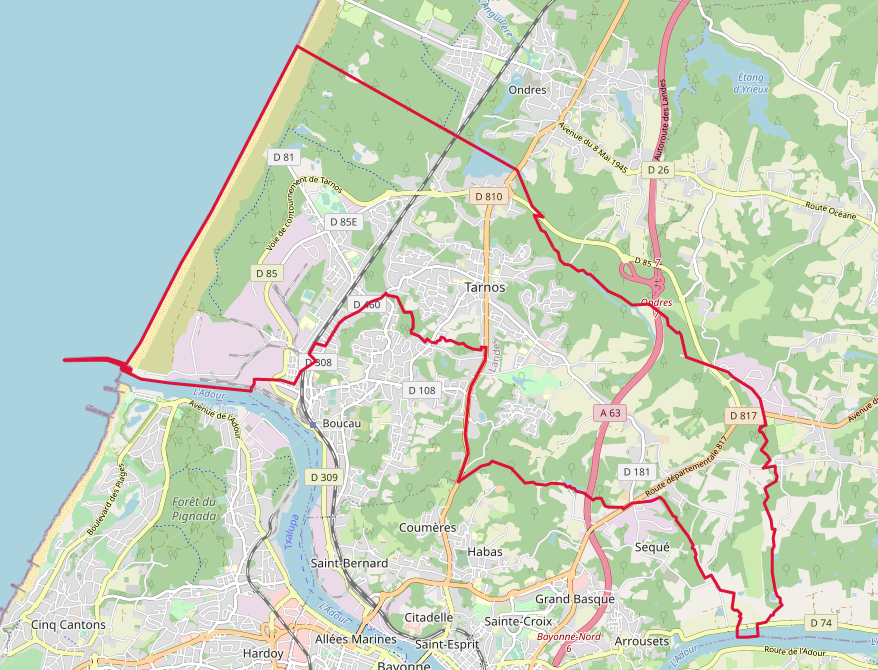
Carte OpenStreetMap.
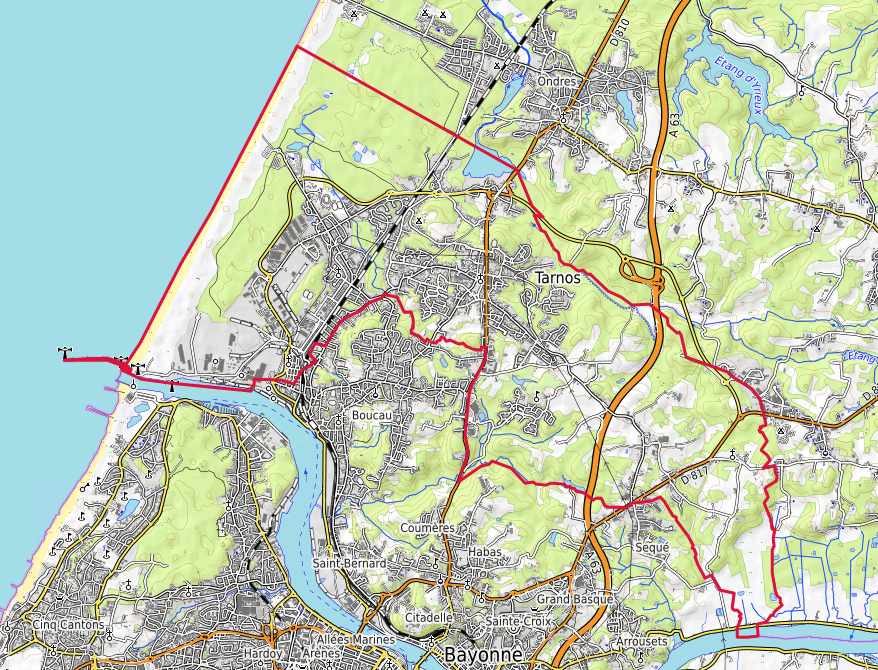
Carte topographique.

### Localisation
Commune de l'aire d'attraction de Bayonne située dans son unité urbaine sur la Côte d'Argent dans les Landes de Gascogne, elle est limitrophe des Pyrénées-Atlantiques.
Cinquième ville des Landes, située à l'extrême sud-ouest du département, Tarnos est une ville de tradition industrielle qui a su préserver un cadre de vie de qualité.
D'une superficie de 2 700 hectares, le territoire communal est composé à 75 % de zones naturelles et agricoles le reste constituant la zone urbaine.
Ce port industriel est également le point d'arrivée des 106 km de plage landaise.

### Communes limitrophes
Les communes limitrophes sont Ondres, Saint-Martin-de-Seignanx, Anglet, Bayonne, Boucau et Lahonce.
| Océan Atlantique              | Ondres                         |                                |
| Boucau (Pyrénées-Atlantiques) | Tarnos                         | Saint-Martin-de-Seignanx       |
| Anglet (Pyrénées-Atlantiques) | Bayonne (Pyrénées-Atlantiques) | Lahonce (Pyrénées-Atlantiques) |

### Climat
Pour des articles plus généraux, voir Climat de la Nouvelle-Aquitaine et Climat des Landes.
Historiquement, la commune est exposée à un micro climat océanique basque.  
En 2020, Météo-France publie une typologie des climats de la France métropolitaine dans laquelle la commune est dans une zone de transition entre le climat océanique et le climat de montagne et est dans la région climatique  Pyrénées atlantiques, caractérisée par une pluviométrie élevée (>1 200 mm/an) en toutes saisons, des hiver très doux (7,5 °C en plaine) et des vents faibles.
Pour la période 1971-2000, la température annuelle moyenne est de 13,7 °C, avec une amplitude thermique annuelle de 12,8 °C. Le cumul annuel moyen de précipitations est de 1 430 mm, avec 12,9 jours de précipitations en janvier et 8,2 jours en juillet. Pour la période 1991-2020, la température moyenne annuelle observée sur la station météorologique la plus proche, située sur la commune d'Anglet à 8 km à vol d'oiseau, est de 14,5 °C et le cumul annuel moyen de précipitations est de 1 473,6 mm,. Pour l'avenir, les paramètres climatiques de la commune estimés pour 2050 selon différents scénarios d’émission de gaz à effet de serre sont consultables sur un site dédié publié par Météo-France en novembre 2022.

## Urbanisme

### Typologie
Au 1er janvier 2025, Tarnos est catégorisée ceinture urbaine, selon la nouvelle grille communale de densité à sept niveaux définie par l'Insee en 2022.
Elle appartient à l'unité urbaine de Bayonne (partie française), une agglomération internationale regroupant 28  communes, dont elle est une commune de la banlieue,,. Par ailleurs la commune fait partie de l'aire d'attraction de Bayonne (partie française), dont elle est une commune de la couronne,. Cette aire, qui regroupe 56 communes, est catégorisée dans les aires de 200 000 à moins de 700 000 habitants,.
La commune, bordée par l'océan Atlantique, est également une commune littorale au sens de la loi du 3 janvier 1986, dite loi littoral. Des dispositions spécifiques d’urbanisme s’y appliquent dès lors afin de préserver les espaces naturels, les sites, les paysages et l’équilibre écologique du littoral, tel le principe d'inconstructibilité, en dehors des espaces urbanisés, sur la bande littorale des 100 mètres, ou plus si le plan local d’urbanisme le prévoit.

### Occupation des sols

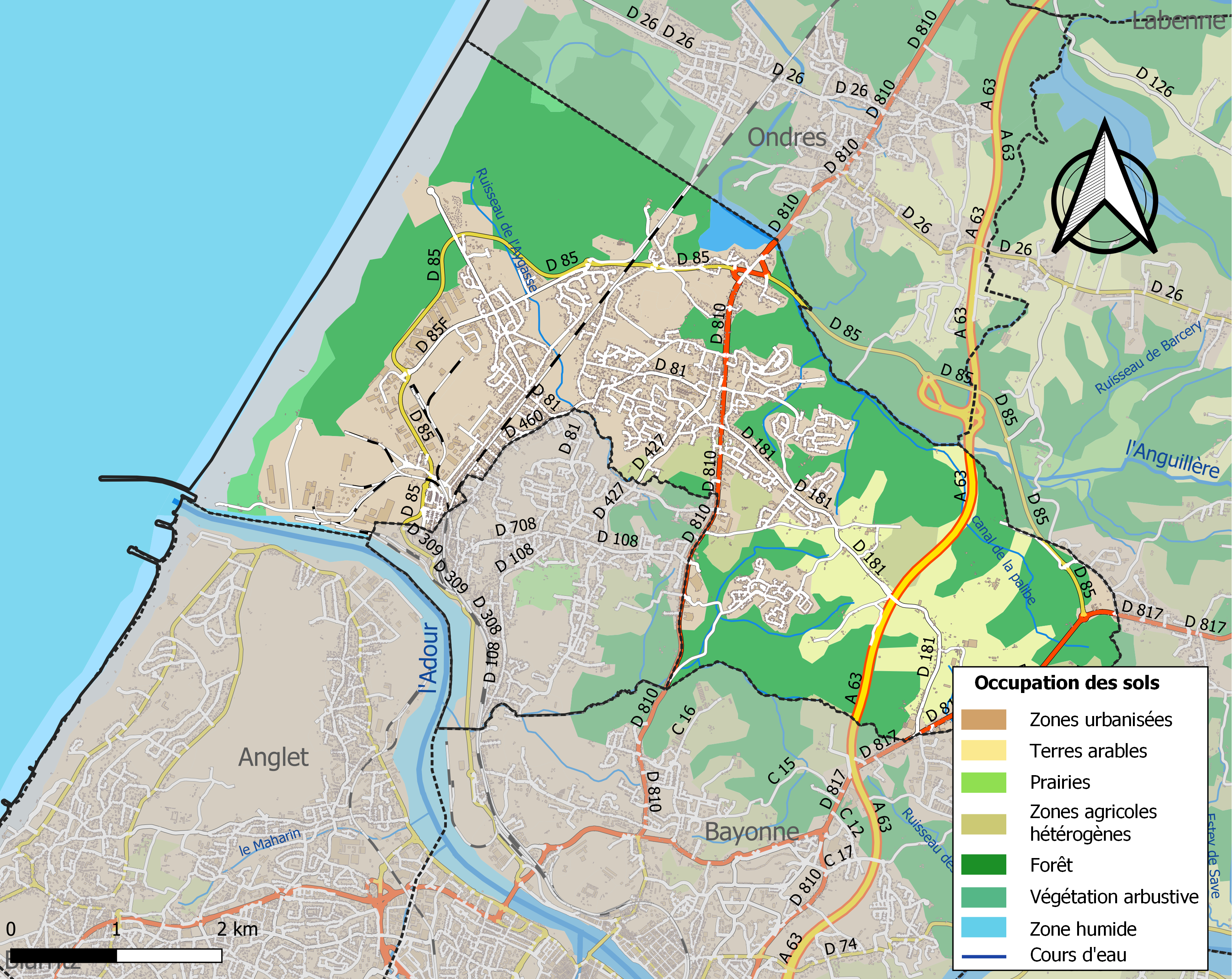
Carte des infrastructures et de l'occupation des sols de la commune en 2018 (CLC).

L'occupation des sols de la commune, telle qu'elle ressort de la base de données européenne d’occupation biophysique des sols Corine Land Cover (CLC), est marquée par l'importance des forêts et milieux semi-naturels (42,5 % en 2018), en diminution par rapport à 1990 (51,2 %). La répartition détaillée en 2018 est la suivante : 
forêts (35,4 %), zones urbanisées (21,2 %), terres arables (10,1 %), zones industrielles ou commerciales et réseaux de communication (9,8 %), zones agricoles hétérogènes (6,6 %), espaces ouverts, sans ou avec peu de végétation (5,8 %), espaces verts artificialisés, non agricoles (5,7 %), zones humides côtières (1,8 %), milieux à végétation arbustive et/ou herbacée (1,4 %), prairies (1 %), eaux continentales (0,7 %), eaux maritimes (0,6 %). L'évolution de l’occupation des sols de la commune et de ses infrastructures peut être observée sur les différentes représentations cartographiques du territoire : la carte de Cassini (XVIIIe siècle), la carte d'état-major (1820-1866) et les cartes ou photos aériennes de l'IGN pour la période actuelle (1950 à aujourd'hui).

### Lieudits et hameaux
Quatre quartiers composent la commune de Tarnos :
- Tarnos ;
- le Boucaud ;
- Castillon ;
- la Humère.

### Voies de communication et transports

#### Voies
| 297 odonymes recensés à Tarnos au 27 janvier 2014 | 297 odonymes recensés à Tarnos au 27 janvier 2014 | 297 odonymes recensés à Tarnos au 27 janvier 2014 | 297 odonymes recensés à Tarnos au 27 janvier 2014 | 297 odonymes recensés à Tarnos au 27 janvier 2014 | 297 odonymes recensés à Tarnos au 27 janvier 2014 | 297 odonymes recensés à Tarnos au 27 janvier 2014 | 297 odonymes recensés à Tarnos au 27 janvier 2014 | 297 odonymes recensés à Tarnos au 27 janvier 2014 | 297 odonymes recensés à Tarnos au 27 janvier 2014 | 297 odonymes recensés à Tarnos au 27 janvier 2014 | 297 odonymes recensés à Tarnos au 27 janvier 2014 | 297 odonymes recensés à Tarnos au 27 janvier 2014 | 297 odonymes recensés à Tarnos au 27 janvier 2014 | 297 odonymes recensés à Tarnos au 27 janvier 2014 | 297 odonymes recensés à Tarnos au 27 janvier 2014 |
| Allée                                             | Avenue                                            | Bld                                               | Chemin                                            | Clos                                              | Impasse                                           | Montée                                            | Passage                                           | Place                                             | Pont                                              | Route                                             | Rue                                               | Square                                            | Venelle                                           | Autres                                            | Total                                             |
| ------------------------------------------------- | ------------------------------------------------- | ------------------------------------------------- | ------------------------------------------------- | ------------------------------------------------- | ------------------------------------------------- | ------------------------------------------------- | ------------------------------------------------- | ------------------------------------------------- | ------------------------------------------------- | ------------------------------------------------- | ------------------------------------------------- | ------------------------------------------------- | ------------------------------------------------- | ------------------------------------------------- | ------------------------------------------------- |
| 67                                                | 10                                                | 1                                                 | 30                                                | 0                                                 | 57                                                | 0                                                 | 0                                                 | 10                                                | 0                                                 | 9                                                 | 107                                               | 2                                                 | 1                                                 | 3                                                 | 297                                               |
| Notes « N »                                       | Notes « N »                                       | 1. 2. 3. 4. 5. 6.                                 | 1. 2. 3. 4. 5. 6.                                 | 1. 2. 3. 4. 5. 6.                                 | 1. 2. 3. 4. 5. 6.                                 | 1. 2. 3. 4. 5. 6.                                 | 1. 2. 3. 4. 5. 6.                                 | 1. 2. 3. 4. 5. 6.                                 | 1. 2. 3. 4. 5. 6.                                 | 1. 2. 3. 4. 5. 6.                                 | 1. 2. 3. 4. 5. 6.                                 | 1. 2. 3. 4. 5. 6.                                 | 1. 2. 3. 4. 5. 6.                                 | 1. 2. 3. 4. 5. 6.                                 | 1. 2. 3. 4. 5. 6.                                 |
| Sources : rue-ville.info & OpenStreetMap          |                                                   |                                                   |                                                   |                                                   |                                                   |                                                   |                                                   |                                                   |                                                   |                                                   |                                                   |                                                   |                                                   |                                                   |                                                   |

La commune de Tarnos est desservie par des infrastructures majeures : RD 810, RD 817, le port de Bayonne et l'aéroport de Biarritz-Pays basque à 15 km.

### Risques majeurs
Le territoire de la commune de Tarnos est vulnérable à différents aléas naturels : météorologiques (tempête, orage, neige, grand froid, canicule ou sécheresse), inondations, feux de forêts, mouvements de terrains et séisme (sismicité modérée). Il est également exposé à deux risques technologiques,  le transport de matières dangereuses et  le risque industriel. Un site publié par le BRGM permet d'évaluer simplement et rapidement les risques d'un bien localisé soit par son adresse soit par le numéro de sa parcelle.

#### Risques naturels
La commune fait partie du territoire à risques importants d'inondation (TRI) Côtier basque, un des 18 TRI qui ont été arrêtés fin 2012 sur le bassin Adour-Garonne. Des cartes des surfaces inondables ont été établies pour trois scénarios : fréquent (crue de temps de retour de 10 ans à 30 ans), moyen (temps de retour de 100 ans à 300 ans) et extrême (temps de retour de l'ordre de 1 000 ans, qui met en défaut tout système de protection). La commune a été reconnue en état de catastrophe naturelle au titre des dommages causés par les inondations et coulées de boue survenues en 1988, 1992, 1995, 1999, 2009, 2014 et 2018 et au titre des inondations par remontée de nappe en 2013, 2014 et 2020,.
Tarnos est exposée au risque de feu de forêt. Depuis le 20 avril 2016, les départements de la Gironde, des Landes et de Lot-et-Garonne disposent d’un règlement interdépartemental de protection de la forêt contre les incendies. Ce règlement vise à mieux prévenir les incendies de forêt, à faciliter les interventions des services et à limiter les conséquences, que ce soit par le débroussaillement, la limitation de l’apport du feu ou la réglementation des activités en forêt. Il définit en particulier cinq niveaux de vigilance croissants auxquels sont associés différentes mesures,.
Les mouvements de terrains susceptibles de se produire sur la commune sont un recul du trait de côte et de falaises et des tassements différentiels.

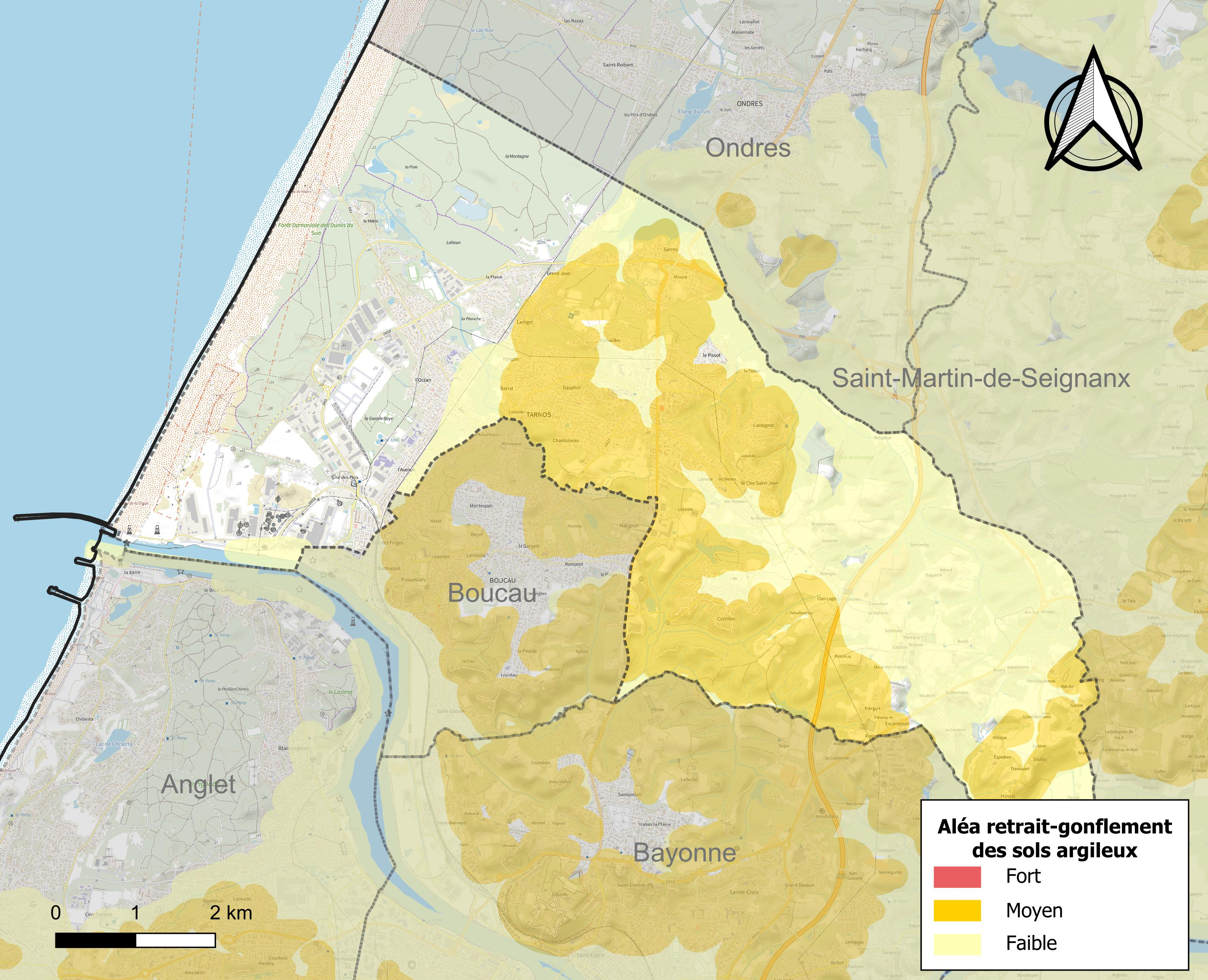
Carte des zones d'aléa retrait-gonflement des sols argileux de Tarnos.

Le retrait-gonflement des sols argileux est susceptible d'engendrer des dommages importants aux bâtiments en cas d’alternance de périodes de sécheresse et de pluie. 30,7 % de la superficie communale est en aléa moyen ou fort (19,2 % au niveau départemental et 48,5 % au niveau national). Sur les 3 911 bâtiments dénombrés sur la commune en 2019,  2 063 sont en aléa moyen ou fort, soit 53 %, à comparer aux 17 % au niveau départemental et 54 % au niveau national. Une cartographie de l'exposition du territoire national au retrait gonflement des sols argileux est disponible sur le site du BRGM,.
Concernant les mouvements de terrains, la commune a été reconnue en état de catastrophe naturelle au titre des dommages causés par la sécheresse en 1989 et par des mouvements de terrain en 1999, 2014, 2018 et 2020.

#### Risques technologiques
La commune est exposée au risque industriel du fait de la présence sur son territoire d'une entreprise soumise à la directive européenne SEVESO, classée seuil haut : Alkion Terminals [Ex LBC Bayonne] (notamment pour le stockage de produits liquides inflammables, de divers acides et de soude caustique et de produits de toxicité aiguë).
Le risque de transport de matières dangereuses sur la commune est lié à sa traversée par une ou des infrastructures routières ou ferroviaires importantes ou la présence d'une canalisation de transport d'hydrocarbures. Un accident se produisant sur de telles infrastructures est susceptible d’avoir des effets graves sur les biens, les personnes ou l'environnement, selon la nature du matériau transporté. Des dispositions d’urbanisme peuvent être préconisées en conséquence.

## Toponymie
Son nom occitan gascon est Tarnòs. Son nom basque est quant à lui Tarnose.
Son nom proviendrait de l’association de Tarinus et du suffixe -os. Tarinus serait le nom d'un homme de l'époque gallo-romaine, propriétaire terrien et se retrouve dans Tarnac. Le suffixe -os signifie domaine, surface, territoire en ibère. Tarnos signifierait ainsi « domaine de Tarinus ».

## Histoire

### Moyen Âge
Les origines de Tarnos sont méconnues. Ses premières mentions remontent au XIIe et au XIIIe siècle. De plus, le Livre d'Or de la cathédrale de Bayonne datant du XIIIe siècle témoigne à plusieurs reprises de l'existence de la paroisse Saint Vincent de Tarnos.
Jusqu'au XVIIIe siècle, Tarnos est une paroisse à l'habitat dispersé sur plusieurs hameaux et grands domaines : Ordozon, Garros, Romatet, Estiey, Boucau,... Son économie est principalement tournée vers l'agriculture et repose sur la culture et l'élevage traditionnels.
Au XIXe siècle, Tarnos amorce son entrée dans l'ère industrielle et devient au début du XXe siècle le premier pôle du monde ouvrier landais.

### Hospitaliers
L'église fortifiée du centre-ville est une ancienne commanderie-hôpital des Hospitaliers de l'ordre de Saint-Jean de Jérusalem. Édifiée au XIIe siècle, elle servait principalement à l'accueil des pèlerins de Saint Jacques de Compostelle qui suivaient le chemin du littoral.

### Détournement de l'embouchure de l'Adour
Jusqu'au XVIe siècle, l’Adour traversait Tarnos du sud au nord pour se jeter à Vieux Boucau. Louis de Foix décide de détourner le fleuve et de couper son orientation au nord en construisant une digue et ainsi l’obliger à se jeter dans l’Océan tout proche. La nouvelle embouchure est ouverte le 28 octobre 1578.

### Arrivée du chemin de fer et détachement de Boucau
En 1855, le tracé de la voie qui traverse tout le territoire de Tarnos entraîne la création d’une gare au quartier du Boucau. L’accès maritime et la voie ferrée vont donner un nouvel élan économique. C’est Napoléon III qui décide en 1857 de détacher de la commune de Tarnos, deux sections cadastrales de Boucau et de Romatet pour créer la ville de Boucau, avant port de Bayonne.

### Implantation de l'usine sidérurgique des forges de l'Adour
L’amélioration des accès maritimes, la desserte ferroviaire, la proximité de l’Espagne avec ses gisements de minerai de fer de Biscaye vont conduire à l’implantation de l’usine des Forges de l'Adour en 1881, spécialisée dans la production de rails et accessoires des voies ferrées.
Cette industrialisation subite mais remarquable va entraîner une expansion économique et une poussée démographique sans précédent sur la commune.

### Époque contemporaine
La ville connait au XXe siècle une tradition de luttes ouvrières et de communisme municipal. En décembre 1919, François Graciet et des ouvriers remportent les élections municipales face aux candidats soutenus par la direction des Forges de l’Adour. Ils rejoignent ensuite le Parti communiste, fondé en 1921 après le Congrès de Tours. François Graciet est suspendu dès 1920, puis révoqué, pour avoir arboré le drapeau rouge à la mairie le jour du 1er mai. Trois ans plus tard, c’est au tour de son camarade, Pierre Dufourcet, d’être destitué. La municipalité avait commandé un monument aux morts aux écritures pacifistes (« les guerres n’ont jamais été que la misère des peuples. Souvenez-vous ») que le préfet avait exigé d’effacer. 
La ville accueille en 1939 de nombreux réfugiés espagnols fuyant le franquisme après la défaite des forces républicaines. Pendant la Seconde Guerre mondiale, l'armée allemande construit différentes casemate du Mur de l'Atlantique.  La Section spéciale des Affaires judiciaires d’origine politique fait arrêter et déporter des dizaines d'habitants. Après la Libération, la ville retrouve son maire déporté à Buchenwald, Joseph Biarrotte. 
Après la Seconde Guerre mondiale, dans le cadre d'un accord avec la Commission centrale de l’enfance auprès de l'Union des juifs pour la résistance et l'entraide (UJRE), Tarnos accueille chaque année jusqu'en 1973 une colonie de vacances d'enfants juifs orphelins de parents morts en déportation ou fusillés,.
Ancien déporté et syndicaliste, André Maye, maire à partir de 1971, va lutter pour réussir le basculement industriel contraint par la fermeture des Forges.

## Politique et administration

### Liste des maires
| Période                                  | Période          | Identité              | Étiquette      | Qualité |
| ---------------------------------------- | ---------------- | --------------------- | -------------- | --- |
| Les données manquantes sont à compléter. |                  |                       |                | |
| av. le 7 août 1816                       |                  | Joseph Destremaut     |                | |
| 7 août 1816                              | 28 août 1816     | Charles Lalanne       |                | |
| 28 août 1816                             | 19 mars 1818     | Pierre Castillon      |                | |
| 19 mars 1818                             | 12 août 1823     | Bernard Duboscq       |                | |
| 12 août 1823                             | 12 décembre 1828 | Joseph Mege           |                | |
| 12 décembre 1828                         | 9 septembre 1840 | Salvat Lalanne        |                | |
| 9 septembre 1840                         | 27 novembre 1844 | Paul Adoue            |                | |
| 27 novembre 1844                         | 2 octobre 1857   | Pierre Lacouture      |                | |
| 2 octobre 1857                           | 8 octobre 1870   | Jean Séverin-Rouy     |                | |
| 8 octobre 1870                           | 14 mai 1871      | Joseph Bernettes      |                | |
| 14 mai 1871                              | 9 juin 1878      | Charles de Lalande    |                | |
| 9 juin 1878                              | 24 juillet 1904  | Jean-Baptiste Devert  |                | |
| 31 août 1904                             | 4 décembre 1919  | Maurice Labrouche     |                | |
| 17 décembre 1919                         | 24 mai 1920      | François Graciet      | SFIO puis SFIC | |
| 30 mai 1920                              | 30 juin 1920     | Pierre Dufourcet      | SFIC           | |
| 30 juin 1920                             | 17 août 1920     | Adolphe Pomade        |                | |
| 17 août 1920                             | 4 octobre 1923   | Pierre Dufourcet      | PC-SFIC        | Destitué |
| 7 octobre 1923                           | 10 octobre 1923  | Jean-Baptiste Sanglan | PC-SFIC        | Adjoint faisant fonction de maire |
| 23 décembre 1923                         | 9 mai 1925       | Alexandre Pereyre     | SFIO           | |
| 16 mai 1925                              | 14 juin 1930     | Jean Bébé             | PC-SFIC        | Ouvrier puis petit exploitant agricole |
| 25 juin 1930                             | 31 juillet 1930  | Joseph Biarrotte      | PC-SFIC        | Ouvrier aux Forges de l'Adour |
| 12 août 1930                             | 8 mai 1935       | Charles Durroty       | PC-SFIC        | Ancien ouvrier des Forges Déporté à Sachsenhausen en 1943, mort en déportation                                                                                          |
| 31 mai 1935                              | 2 novembre 1939  | Joseph Biarrotte      | PC-SFIC        | Ancien ouvrier Déchu de ses fonctions par le Gouvernement de Vichy |
| 5 novembre 1939                          | 13 août 1944     | Maurice Daugareil     |                | Président de la délégation spéciale Nommé par le préfet et maintenu par le régime de Vichy                                                                              |
| 31 août 1944                             | 21 octobre 1947  | Albert Castets        | PCF            | Ouvrier aux Forges de l'Adour puis représentant de commerce |
| 25 octobre 1947                          | 12 mars 1971     | Joseph Biarrotte      | PCF            | Ancien ouvrier, ancien déporté à Buchenwald |
| 12 mars 1971                             | 27 avril 1991    | André Maye            | PCF            | Ajusteur-traceur, 1er adjoint au maire (1965 → 1971) Conseiller général de Saint-Martin-de-Seignanx (1964 → 1988) Démissionnaire                                        |
| 27 avril 1991                            | 9 octobre 2004   | Pierrette Fontenas    | PCF            | Éducatrice, adjointe au maire (1977 → 1991) Conseillère générale de Saint-Martin-de-Seignanx (1988 → 2008) Présidente de la CC du Seignanx (1993 → 2008) Démissionnaire |
| 9 octobre 2004                           | 23 mars 2024     | Jean-Marc Lespade     | PCF            | Fonctionnaire territorial Conseiller départemental du Seignanx (2015 → ) Vice-président de la CC du Seignanx (? → 2014 et 2020 → ) Démissionnaire                       |
| 23 mars 2024                             | En cours         | Marc Mabillet         | PCF            | Contrôleur principal des douanes, adjoint au maire (2020 → 2024) Conseiller départemental suppléant                                                                     |

### Politique environnementale
Dans son palmarès 2024, le Conseil national de villes et villages fleuris de France a attribué deux fleurs à la commune.

## Démographie
L'évolution du nombre d'habitants est connue à travers les recensements de la population effectués dans la commune depuis 1793. Pour les communes de plus de 10 000 habitants les recensements ont lieu chaque année à la suite d'une enquête par sondage auprès d'un échantillon d'adresses représentant 8 % de leurs logements, contrairement aux autres communes qui ont un recensement réel tous les cinq ans,.

En 2022, la commune comptait 12 900 habitants, en évolution de +4,34 % par rapport à 2016 (Landes : +5,78 %, France hors Mayotte : +2,11 %).
| 1793  | 1800  | 1806  | 1821  | 1831  | 1836  | 1841  | 1846  | 1851  |
| ----- | ----- | ----- | ----- | ----- | ----- | ----- | ----- | ----- |
| 1 315 | 1 327 | 1 555 | 2 002 | 2 324 | 2 514 | 2 651 | 2 760 | 2 937 |

| 1856  | 1861  | 1866  | 1872  | 1876  | 1881  | 1886  | 1891  | 1896  |
| ----- | ----- | ----- | ----- | ----- | ----- | ----- | ----- | ----- |
| 3 112 | 1 657 | 1 738 | 1 788 | 1 739 | 1 796 | 2 530 | 2 645 | 3 071 |

| 1901  | 1906  | 1911  | 1921  | 1926  | 1931  | 1936  | 1946  | 1954  |
| ----- | ----- | ----- | ----- | ----- | ----- | ----- | ----- | ----- |
| 3 617 | 3 630 | 3 774 | 3 902 | 4 087 | 4 250 | 4 012 | 3 911 | 4 255 |

| 1962  | 1968  | 1975  | 1982  | 1990  | 1999   | 2006   | 2011   | 2016   |
| ----- | ----- | ----- | ----- | ----- | ------ | ------ | ------ | ------ |
| 4 813 | 5 054 | 6 959 | 8 219 | 9 099 | 10 076 | 11 413 | 12 007 | 12 363 |

| 2021   | 2022   | - | - | - | - | - | - | - |
| ------ | ------ | - | - | - | - | - | - | - |
| 12 920 | 12 900 | - | - | - | - | - | - | - |

La densité de population de Tarnos est passée de 192,5 à 449,3 habitants par kilomètre carré de 1968 à 2009.
| Année                 | 1968  | 1975  | 1982  | 1990  | 1999  | 2009  |
| --------------------- | ----- | ----- | ----- | ----- | ----- | ----- |
| Densité de population | 192,5 | 265,0 | 313,0 | 346,5 | 383,6 | 449,3 |

## Économie
Avant l’arrivée du chemin de fer au milieu du XIXe siècle, l’activité économique de Tarnos se concentre autour des produits de la pêche (la baleine…) et de la polyculture issue des métairies (céréales, vigne, vergers, maraîchage). Quelques moulins à eau fonctionnaient sur les ruisseaux rejoignant l’Adour, l’exploitation des pins fournissait résine et térébenthine ainsi que des goudrons à la Marine Royale. Plusieurs tuileries fabriquaient tuiles et brises.
Avec le recul de l'activité agricole et la diversification économique au XXe siècle, de nouvelles activités se sont alors développées sur le territoire communal. En ce début de XXIe siècle, on y trouve de nombreuses activités commerciales et industrielles modernes, notamment :  
- Activités portuaires (Maïs, produits chimiques, industrie du bois)
- Aciérie Beltrame
- Industries chimiques
- Aéronautique (Safran Helicopter Engines)
- Centres commerciaux.

## Tourisme
La commune possède 6 km de littoral Atlantique, dont les plages du Métro et de la Digue (entretenues, surveillées en été). Les baigneurs préfèrent majoritairement la plage du Métro car elle propose de nombreux services (restaurant de plage, écoles de surf, location de vélos, parking, desserte de bus...), ainsi qu'une antenne de l'Office de tourisme du Seignanx. Les promeneurs préfèrent la seconde car la digue — un mur de béton d'un kilomètre de long qui plonge droit dans l'océan — offre un panorama exceptionnel sur les côtes basque et landaise.
Hôtels, villages vacances, campings, chambres d'hôtes permettent d'y séjourner toute l'année.

### Bus de l'agglomération de Bayonne
Les lignes 2, 30, 40, 42 et 48 du réseau de bus Chronoplus, géré par Transdev agglomération de Bayonne, desservent Tarnos en la reliant aux autres communes de l'agglomération : Anglet, Bayonne, Biarritz, Bidart, Boucau et Saint-Pierre-d'Irube. Des lignes complémentaires ouvrent en été, pour rejoindre la plage du Métro. Un trambus inauguré en 2020 permet d'optimiser les déplacements du centre ville vers Bayonne.

## Personnalités liées à la commune
- Pierre Cuzacq (1830-1903), géomètre et historien mort à Tarnos
- Édouard Valéry, résistant de la Résistance intérieure française, a vécu dans la commune.
- Jacques Pilhan, publicitaire et conseiller en communication politique des présidents François Mitterrand et Jacques Chirac.
- Dominique Arnaud, coureur cycliste.
- Albert Dolhats, coureur cycliste.
- Guy Dolhats, coureur cycliste.
- Romain Sicard, formé en minime et cadet au Vélo-Club Tarnos (2002-2004).
- Zaz, chanteuse française, fut l'une des quatre chanteuses d'un orchestre de variété basque de seize personnes à Tarnos.

## Lieux et monuments

### Voies dédiées pédestres et cyclables

#### Voie verte
La Voie verte du littoral Atlantique aboutit à Tarnos-Plages.

#### Chemin de Compostelle

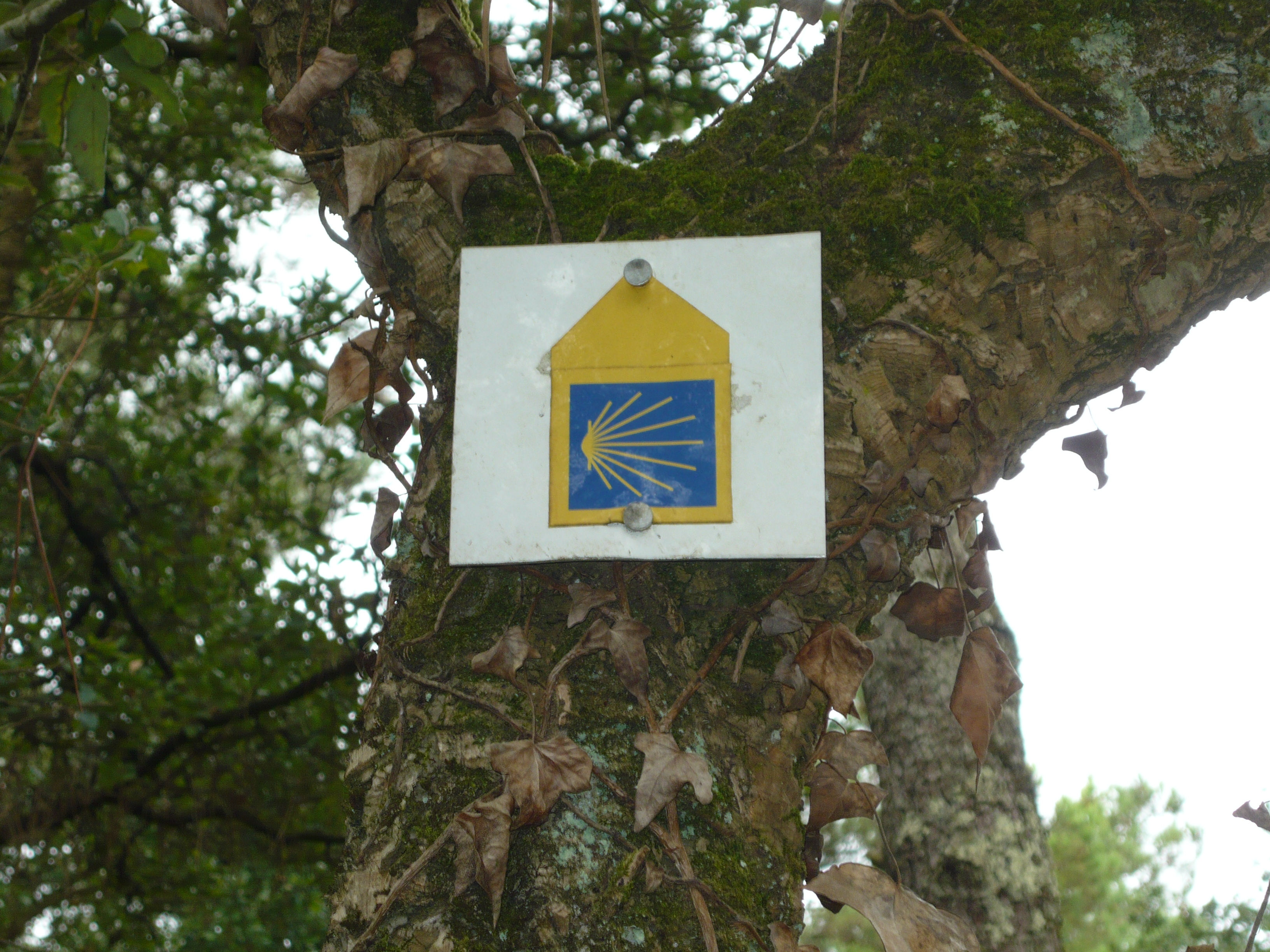
Chemin vers plage du Métro

Le Chemin de Compostelle passe par Tarnos-Plages où les pèlerins peuvent faire étape en village de vacances.

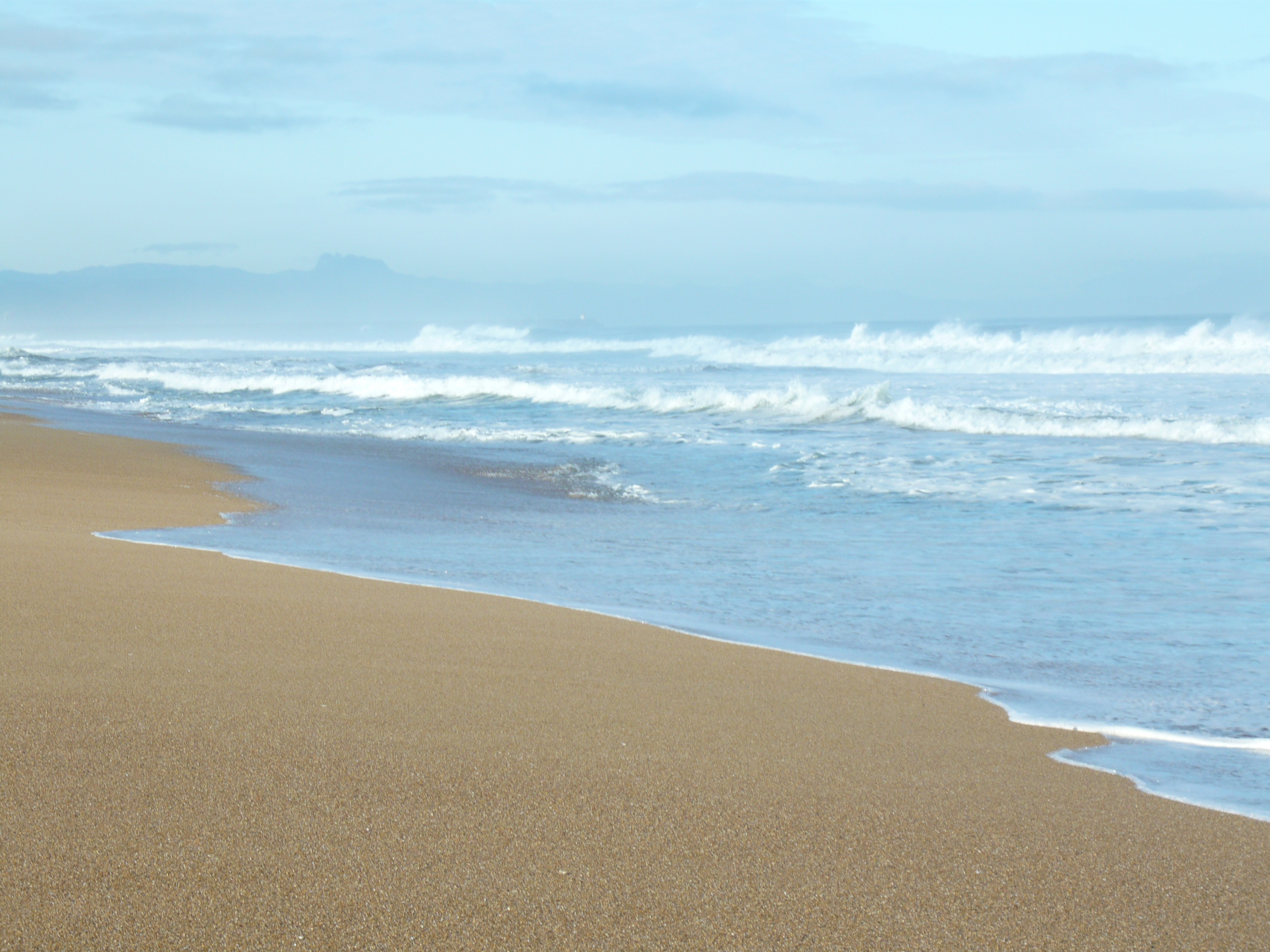
Plage du Métro à marée montante, au loin les Pyrénées

### Édifices et sites
- L'église Saint-Vincent-Diacre (centre-ville) : église romane avec fresque visible dans le chœur
- L'église Notre-Dame des Forges : inscrite aux monuments historiques depuis 2001
- La Digue protégeant l'embouchure de l'Adour
- Les plages (du Métro et de la Digue)
- La Zone humide du Métro

## Événements
- Fête de Tarnos la semaine de l'Ascension
- Teknival à Tarnos (1995). L'un des premiers recensés en France
- Festival « Les Océaniques » (2002 à 2014)
- Festival « Jazz en Mars »  (depuis 2005)
- Fête des pins, début juillet

## Jumelages
- Serpa (Portugal) depuis 1998[51].